# 竹田川 (兵庫県・京都府)
竹田川（たけだがわ）は、兵庫県丹波市と京都府福知山市を流れる由良川水系の河川。土師川に合流する一級河川である。

## 地理
兵庫県丹波市と京都府福知山市の境にある野瀬峠付近を水源として丹波市春日地域を西に流れる。丹波氏春日町棚原付近からは北に流れを変え、舞鶴若狭自動車道が並行する。黒井川を合流したあたりからは、国道175号とJR福知山線が並行する。丹波市市島地域の中心部を抜け、京都府福知山市に入る。福知山市大内（おおち）で土師（はぜ）川に流入する。
竹田川支川の黒井川と、加古川水系の高谷川との分水嶺は本州一標高の低い中央分水界である（氷上回廊を参照）。

## 流域の自治体
兵庫県
丹波市
京都府
福知山市

## 主な支流
- 滝の尻川
- 黒井川
- 美和川
- 鴨庄川
- 前山川